# Neotrichus serraticollis
Neotrichus serraticollis es una especie de coleóptero de la familia Zopheridae.

## Distribución geográfica
Habita en Japón.